# Baggbölebron
Baggbölebron är en vägbro som tar E12 över Umeälven i Umeå. Bron är en del av Umeåprojektets västra länk och är en förbindelse mellan Umedalen i norr och Röbäck i söder. Baggbölebron öppnades för trafik 11 november 2024 som Umeås sjätte bro över älven.

## Konstruktion
Bron är 530 meter lång med mötesfri 2+1-väg samt gång- och cykelväg som ansluter till Sockenvägen i norr och Bölevägen i söder. Mellan landfästena är spännvidden 464 meter. Bron är svängd med en radie på 800 meter samt har ett tvärfall på fyra procent. På södra sidan är bron 45 meter hög och på den norra 35 meter, en höjdskillnad på tio meter. Konstruktionen är en blandning mellan stål och betong, en så kallad samverkansbro.

## Lanseringsolycka
Under byggnationen av bron inträffade den 15 september 2020 en olycka när en 1 400 ton tung brobalk skulle lanseras, det vill säga skjutas ut till nästa bropelare. Balken skenade okontrollerat och hamnade delvis i älven. En person och ett antal bropelare skadades i olyckan.
Västra länken som Baggbölebron är en del av planerades stå färdig hösten 2021, olyckan medförde att bron försenades med tre år. Bron slutbesiktades 25 september 2024 och öppnade för trafik 11 november 2024.